# Phrynops geoffroanus
Phrynops geoffroanus är en sköldpaddsart som beskrevs av  August Friedrich Schweigger 1812. Phrynops geoffroanus ingår i släktet Phrynops och familjen ormhalssköldpaddor. Inga underarter finns listade i Catalogue of Life.
Arten förekommer i Sydamerika från Colombia och Venezuela till sydöstra Brasilien och norra Argentina.